# Alejo Osella
Alejo Osella (Acebal, 30 settembre 2000) è un calciatore argentino, difensore dell'Independiente Rivadavia in prestito dal Dep. Armenio.

## Biografia
È figlio di Diego Osella, allenatore di calcio ed ex calciatore professionista.

## Caratteristiche tecniche
È un difensore centrale.

## Carriera
Cresciuto nel settore giovanile del Colón (SF), ha iniziato la sua carriera professionistica nel 2022 con la maglia del Central Córdoba (R), rimanendovi per due stagioni. Nel gennaio del 2024 è stato acquistato dal Dep. Armenio, con cui ha giocato un'annata da titolare in Primera B Metropolitana segnando 2 reti in 44 incontri.
Il 22 gennaio 2025 è stato ceduto in prestito all'Independiente Rivadavia ed il 24 febbraio ha debuttato in Primera División nell'incontro pareggiato 0-0 contro l'Argentinos Juniors.

## Statistiche

### Presenze e reti nei club
Statistiche aggiornate al 2 maggio 2025.
| Stagione        | Squadra                 | Campionato      | Campionato | Campionato | Coppe nazionali | Coppe nazionali | Coppe nazionali | Coppe continentali | Coppe continentali | Coppe continentali | Altre coppe | Altre coppe | Altre coppe | Totale | Totale | Totale |
| Stagione        | Squadra                 | Comp            | Pres       | Reti       | Comp            | Pres            | Reti            | Comp               | Pres               | Reti               | Comp        | Pres        | Reti        | Pres   | Reti   |        |
| --------------- | ----------------------- | --------------- | ---------- | ---------- | --------------- | --------------- | --------------- | ------------------ | ------------------ | ------------------ | ----------- | ----------- | ----------- | ------ | ------ | ------ |
| 2024            | Dep. Armenio            | PBM             | 44         | 2          | CA              | 0               | 0               | -                  | -                  | -                  | -           | -           | -           | 44     | 2      |        |
| 2025            | Independiente Rivadavia | PD              | 9          | 0          | CA              | 1               | 1               | -                  | -                  | -                  | -           | -           | -           | 10     | 1      |        |
| Totale carriera | Totale carriera         | Totale carriera | 53+        | 2+         |                 | 1               | 1               |                    | -                  | -                  |             | -           | -           | 54+    | 3+     |        |